# جون كوكس (لاعب كرة قدم)
جون كوكس (بالإنجليزية: Jon Cox)‏ (30 ديسمبر 1986 بسانت لويس في الولايات المتحدة - ) هو لاعب كرة قدم أمريكي في مركز الهجوم. لعب مع Atlanta Silverbacks U23's ‏ وأتلانتا سيلفرباكس وAtlanta Blackhawks ‏.

## وصلات خارجية
- جون كوكس على موقع قاعدة بيانات كرة القدم.إي يو (الإنجليزية)